# Vermont
Vermont [vermónt] je zvezna država ZDA, del regije Nova Anglija na severovzhodu države. Na vzhodu meji na New Hampshire, na jugu na Massachusetts, na zahodu na New York, na severu pa na kanadsko provinco Québec. Tako po površini kot po številu prebivalcev je ena najmanjših ameriških zveznih držav; po podatkih iz leta 2020 je imela približno 650.000 prebivalcev. Glavno mesto je Montpelier, največje pa Burlington.
Po naselitvi prvih evropskih kolonistov sredi 18. stoletja sta se za ozemlje dlje časa borili Francosko kraljestvo in Kraljevina Velika Britanija; po porazu Francozov v sedemletni vojni je vse sporno ozemlje vzhodno od Misisipija pripadlo Britancem. Nato sta se za ozemlje Vermonta potegovali koloniji New Hampshire in New York, že pred ameriško vojno za neodvisnost pa je skupina pionirjev iz New Hampshira pod vodstvom Ethana Allena za zaščito svojih zemljiških pravic ustanovila gverilsko gibanje Green Mountain Boys. Po britanskem porazu pri Benningtonu so prebivalci potrebovali 14 let za izboritev priznanja državnosti, z dolgotrajnimi pogajanji o razglasitvi neodvisnosti.
Republika Vermont je kot prva kolonija prepovedala suženjstvo. Leta 1791 je bila sprejeta v zvezo kot 14. država federacije. V 19. stoletju je bila znana po močnem abolicionističnem gibanju.
Geografijo države najbolj zaznamujejo Zelene gore, ki tečejo od severa proti jugu po sredini države ter pri tem ločujejo jezero Champlain s pripadajočo kotlino na zahodu od doline reke Connecticut, ki oblikuje večino vzhodnega dela Vermonta. Večina države pokriva mešani gozd. Podnebje države je značilno po toplih in vlažnih poletjih ter mrzlih in snežnih zimah.
Gospodarska dejavnost Vermonta je bila leta 2022 z višino 40,6 milijarde dolarjev na zadnjem mestu na seznamu ozemelj ZDA po BDP, vendar pa je bila 21. glede na BDP na prebivalca. Vermont ima z 99 % najvišji delež uporabe obnovljivih virov za pridobivanje električne energije v ZDA. Država je znana po progresivnih politikah in je bila ena izmed prvih ameriških zveznih držav, ki so priznale istospolne poroke in sklenjevanje tovrstnih zvez. Je tudi ena najmanj religioznih med ameriškimi zveznimi državami. 